# Tu-119 (航空機)
Tu-119（ロシア語: Ту-119）とは、ソビエト連邦の航空機設計機関であるツポレフ設計局がTu-95爆撃機を元に開発を進めていた原子力推進航空機の実験機である。
従来型の航空機を原子力推進に改造することを目的に開発されたものであるが、実際に製造された機体は前段階の実験機であるTu-95 LAL(ロシア語: Ту-95 ЛАЛ)のみである。

## 概要
1950年代から60年代にかけて、世界各国であらゆる分野で原子力の利用が研究されていたが、ソビエト連邦においても原子力推進航空機の研究が進められた。原子炉は少量のウラン燃料で長期間の稼働が可能なため、一旦離陸した後は燃料を補給することなく超長時間の飛行が可能で、特に長距離戦略爆撃機をこの方式とすれば、ソビエト領内から離陸した後は地球上のあらゆる地点に到達可能となり、全地球規模の攻撃範囲を確保できる有力な戦略兵器となる、として重要視されることになった。
1955年8月12日には連邦閣僚会議において計画の開始が指令され、翌1956年3月にはツポレフ設計局がこの計画における試作機の担当として任命された。一連の計画において最初の原子力推進航空機として開発される機体には"Tu-119(Ту-119)"の制式名称が与えられ、Tu-119は原型のTu-95が4基のターボプロップエンジンを搭載しているのに対し、従来型の2基の石油化学燃料駆動のクズネツォフ NK-12 ターボプロップエンジンに加えて熱核ジェットエンジンであるクズネツォフ NK-14を2基搭載する複合動力機である。NK-14は、胴体内に搭載した原子炉を用いて発生させる熱エネルギーにより取り込んだ外気を加熱して高温高圧の噴気を発生させたものを供給されてこれを用いてタービンを回転させ、高温高圧の噴流を後方に噴射すると共にタービンの軸動力によってプロペラを回転させて推進力を得る、熱核ターボプロップと呼ばれる方式であった。
Tu-119の製造に先立ち、Tu-95の機体に原子炉を搭載した実験機が製作されることとなり、1958年には航空機に搭載できる小型の原子炉として"VVRL-100(ロシア語: ВВЭР-100"が完成し、1958年の夏には地上での稼働実験に成功した。これを受けて、VVRL-100原子炉を主翼基部後方の爆弾倉後部に搭載した機体が既存のTu-95Mより製作され、"Tu-95 LAL(Ту-95 ЛАЛ)"と命名された。この機体は、実際の飛行には原子炉を使用するものではないが、空中で原子炉の稼働と停止が可能であるか、航空機に搭載可能な範囲の重量で施せる放射線防護シールドで乗員への被曝を防げるか、といったことを確認するためのものであった。
Tu-95LALは1961年5月に初飛行し、実際に飛行中に原子炉を稼動させることに成功した。1961年5月から8月にかけて34回の飛行が行われ、一部情報では48時間連続の飛行に成功したとされる。搭載された原子炉には液体ナトリウム、酸化ベリリウム、カドミウム、パラフィンワックス、鋼板といった材質で構成された放射線防護シールドが施されており、乗員が原子炉の発生させる放射線から生存できることも確認された。
こうして「航空機に実用的に原子炉を搭載することは可能である」との結論を得たとされているが、放射線の防護性能が十分であったかどうかについては疑問もあり、乗員は連邦航空機生産省と空軍から派遣された者が担当していたが、実験に参加した乗員12名のうち大半が数年のうちに死亡し、1990年代まで生存していたのはわずか3名だったという。
Tu-95LALの成功を受けてツポレフ設計局では実際に熱核エンジンを用いるTu-119の製作に取り掛かり、1964年にはTu-95から改造された試験機が、1965年には完全新造の機体が完成の予定となっており、新造機はTu-95の旅客機派生型でより太い胴体部を持つために内部容積に余裕のあるTu-114の機体設計を基にするものが提案されている。また、複合動力機としての試験が成功した後には、エンジンを全てクズネツォフ NK-14に変更する計画も立案されており、これは当時実用化と配備が進められつつあった原子力潜水艦に対抗するための長距離対潜哨戒機としての運用を想定したものであった。
しかし、コストと環境問題（墜落事故が発生した場合墜落地点を含む広範囲を放射性物質で汚染する危険性がある）を理由に開発が縮小され、更に大陸間弾道ミサイルの実用化によって高価で複雑かつ危険な原子力航空機の開発は不要になり、計画全体が縮小された後、1966年8月には計画中止となり、Tu-119の実機は製作されないままに終わった。

## 備考
- アメリカ合衆国も原子力推進航空機であるX-6実験機を開発しようとしており、Tu-95LAL同様に原子炉を実際に搭載した実験機であるNB-36Hを製作している。しかし、ソビエト同様に実用化する価値がないとして計画は中止された。
- 西側諸国の情報筋はソビエトが原子力推進航空機を開発していることを把握していたが、本機の存在を把握しておらず、別の試作爆撃機を誤認していた。